# CLASS (informatique)
Pour les articles homonymes, voir Class.
CLASS (CLS) est un célèbre groupe de l'underground informatique. CLASS a cessé son activité le 8 janvier 2004 et en a profité pour réaliser une "endtro". Selon leurs dires, ils auraient rippé 1234 jeux différents, et ont "abandonné leur trône" au profit des autres groupes de la scène.

## Histoire
Fondé le 8 janvier 1997 par des anciens membres du groupe Prestige disparu quelques mois plus tôt, il a été de nombreuses fois la cible des raids des autorités américaines, comme l'Opération Fastlink. Ils sont spécialisés dans le piratage des jeux vidéo sur PC, et ont de temps en temps réalisé des cracktro (Crack Intro) contenant musique (dont certaines composées par Maktone), animation 3D, logos etc.
La première Cracktro du groupe été réalisée par Animal, sous MS-DOS puis les suivantes ont été réalisées par ATM sous Windows (ATM a notamment été l'auteur des premiers installateurs du groupe).

## Rips
Le groupe distribue des jeux rippés, c’est-à-dire qu'ils contiennent le strict minimum pour jouer : certains sons d'ambiance peuvent être supprimés, les vidéos également, et ce afin de prendre le moins de place possible et d'être téléchargés rapidement. Ils se distinguent donc de Fairlight par exemple, qui distribue des images (ISO) des CD/DVD complets.
Concrètement, le fichier renfermant le jeu est en général de taille réduite, et compressé dans un format de fichier courant (Zip, RAR ...) dans lequel se trouvent plusieurs fichiers, dont un installeur. Une fois celui-ci lancé, il vous propose un dossier d'installation pour le jeu et l'extrait grâce cette fois-ci à un algorithme de compression plus performant (ACE, UHARC ...). Après plusieurs phases similaires, certaines clés sont inscrites dans la base de registre afin de permettre le lancement du jeu.
Les Rips de ces jeux sont en général très fiables et le processus d'installation/extraction pleinement fonctionnel, sans quoi les groupes concurrents ne manquent pas de faire savoir que leurs distributions sont les meilleures ...

## Membres
Le groupe n'a pas de frontières et compte ses membres dans le monde entier.

## Signature
Ils utilisent leur abréviation (CLS) comme suffixe aux fichiers qu'ils distribuent.